# 원지국
원지국(爰池國)은 고대 한반도에 존재했던 국가로 마한의 54국 중의 하나이다. 전라남도 여수시에 위치했을 것으로 추정되며, 마한의 나라들 중 하나로서 독자적인 성장을 하다가 4세기경에 백제에 복속되었다.